# 短柄忍冬
短柄忍冬（学名：Lonicera pampaninii）是忍冬科忍冬属的植物。分布在中国大陆的广东、云南、安徽、广西、贵州、湖南、福建、湖北、江西、四川、浙江等地，生长于海拔100米至1,400米的地区，常生于林下和灌丛中，目前尚未由人工引种栽培。

## 别名
贵州忍冬（中国高等植物图鉴）